# Willekeurige gevangenneming
Willekeurige gevangenneming is een schending van de universele rechten van de mens.
Het verbod erop wordt beschreven in artikel 9 van de Universele verklaring van de rechten van de mens die op 10 december 1948 werd aangenomen door de Algemene Vergadering van de Verenigde Naties. Het artikel verbiedt arrestatie, gevangenhouding en verbanning die geen juiste wettelijke grondslag heeft of waaraan geen rechter te pas is gekomen.
Niemand zal onderworpen worden aan willekeurige arrestatie, detentie of verbanning.— Artikel 9, Universele verklaring van de rechten van de mens
Aan de eerste campagnes die de mensenrechtenorganisatie Amnesty International voerde, lag dit artikel ten grondslag.
De Werkgroep Willekeurige Opsluiting is een door de VN ingesteld orgaan dat zich met deze problematiek bezighoudt.